# Samer
Cet article possède un paronyme, voir Sa mère.
Samer (prononcé [sa.me], Samé) est une commune française située dans le département du Pas-de-Calais en région Hauts-de-France. Sa population est de 4 642 habitants au dernier recensement de 2022. La commune est membre de la communauté de communes de Desvres - Samer. Le territoire de la commune est situé dans le parc naturel régional des Caps et Marais d'Opale. La commune est réputée, dans la région, pour ses fraises cultivées en pleine terre et sa « fête des fraises », ainsi que pour la « maison du cheval boulonnais », créée en 2020 par la communauté de communes de Desvres - Samer.

## Géographie

### Localisation
Localisée dans l’ouest du département du Pas-de-Calais, dans le Boulonnais, Samer est une commune de la vallée de la Liane située, à vol d'oiseau, à 12 km des plages de la Côte d'Opale et à 14 km au sud-est de la commune de Boulogne-sur-Mer (aire d'attraction et chef-lieu d'arrondissement).
Le territoire de la commune est limitrophe de ceux de sept communes.
Les communes limitrophes sont Tingry, Carly, Doudeauville, Lacres, Longfossé, Questrecques, Verlincthun et Wierre-au-Bois.

### Géologie et relief
La superficie de la commune est de 16,78 km2 ; son altitude varie de 12  à   199 mètres. La topographie de la commune est vallonnée, les rues du bourg sont marquées par des pentes importantes.

### Hydrographie
Le territoire de la commune est situé dans le bassin Artois-Picardie.
La commune est traversée par le fleuve côtier la Liane, cours d'eau naturel de 38 km, qui prend sa source dans la commune de Quesques et se jette dans la Manche au niveau de la commune de Boulogne-sur-Mer.
Du fait de sa géologie particulière et de son étendue, le territoire présente de nombreuses sources et au moins 18 cours d'eau inclus dans le bassin de la Liane (qui marque la limite nord du périmètre communal). Les trois affluents principaux de ce fleuve sont l'Edre, le ruisseau de Bois-l'Abbé et le ruisseau de Wierre-au-Bois.

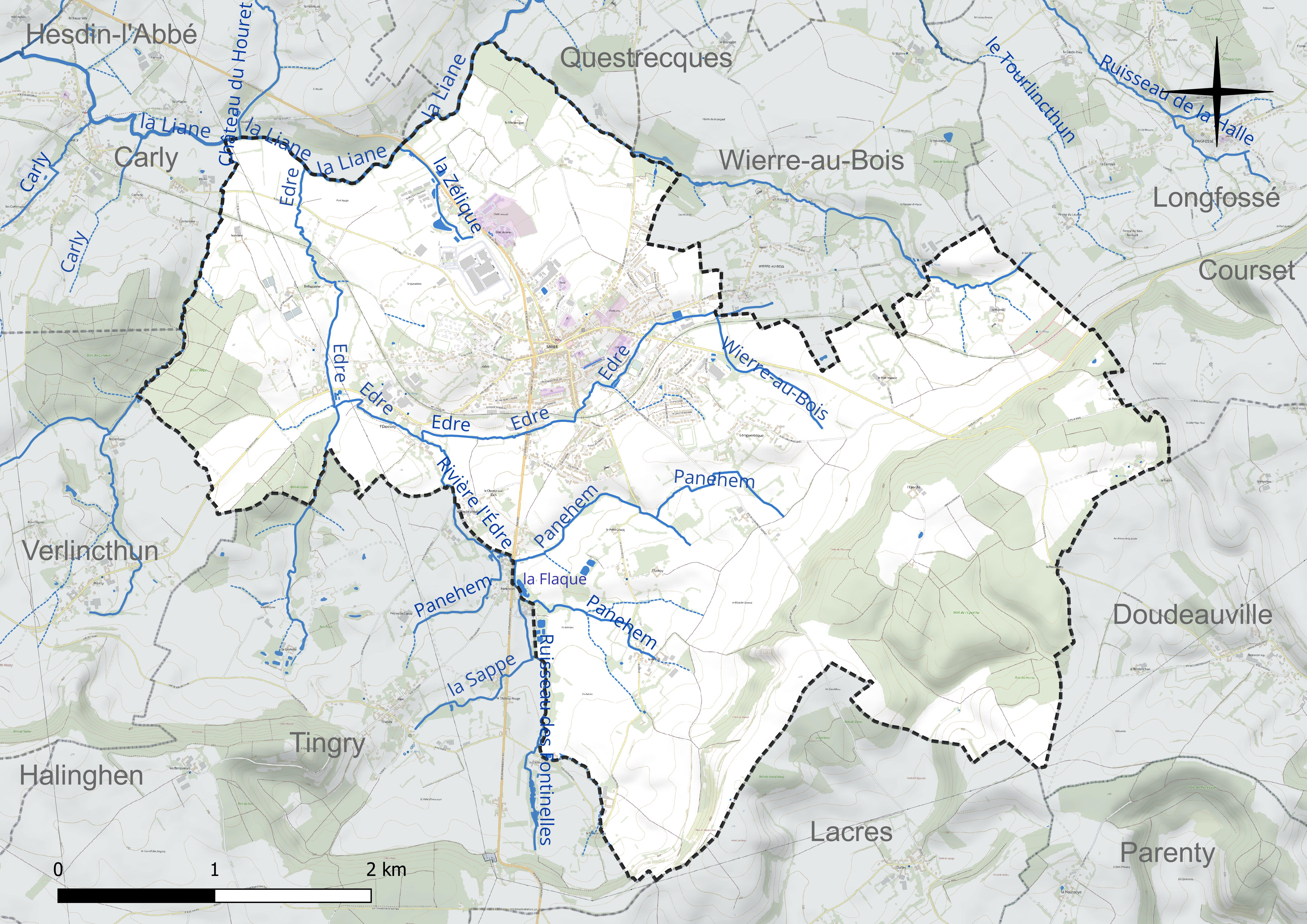
Réseau hydrographique de Samer.

### Paysages
La commune est située à la jonction de deux « paysages » tels qu'ils sont définis dans l’atlas de paysages de la région Nord-Pas-de-Calais, conçu par la direction régionale de l'Environnement, de l'Aménagement et du Logement (DREAL), :
- le « paysage montreuillois ». Ce paysage, qui concerne 98 communes, se délimite : à l’Ouest par des falaises qui, avec le recul de la mer, ont donné naissance aux bas-champs ourlées de dunes ; au Nord par la boutonnière du Boulonnais ; au sud par le vaste plateau formé par la vallée de l’Authie, et à l’Est par les paysages du Ternois et de Haut-Artois. Ce paysage régional, avec, dans son axe central, la vallée de la Canche et ses nombreux affluents comme la Course, la Créquoise, la Planquette…, offre une alternance de vallées et de plateaux, appelée « ondulations montreuilloises ». Dans ce paysage, et plus particulièrement sur les plateaux, on cultive la betterave sucrière, le blé et le maïs, et les plateaux entre la Ternoise et la Créquoise sont couverts de vastes massifs forestiers comme la forêt d'Hesdin, les bois de Fressin, Sains-lès-Fressin, Créquy…[7] ;
- le « paysage boulonnais ». Ce paysage qui concerne 66 communes, se délimite : au Nord, par les paysages des coteaux calaisiens et du Pays de Licques, à l’Est, par le paysage du Haut pays d’Artois, et au Sud, par les paysages Montreuillois.

Le « paysage boulonnais », constitué d'une boutonnière bordée d’une cuesta définissant un pays d’enclosure, est essentiellement un paysage bocager composé de 47 % de son sol en herbe ou en forêt et de 31 % en herbage, avec, dans le sud et l’est, trois grandes forêts, celle de Boulogne, d’Hardelot et de Desvres et, au nord, le bassin de carrière avec l'extraction de la pierre de Marquise depuis le Moyen Âge et de la pierre marbrière dont l'extraction s'est développée au XIXe siècle.
La boutonnière est formée de trois ensembles écopaysagers : le plateau calcaire d’Artois qui forme le haut Boulonnais, la boutonnière qui forme la cuvette du bas Boulonnais et la cuesta formée d’escarpements calcaires.
Dans ce paysage, on distingue trois entités : 
- les vastes champs ouverts du Haut Boulonnais ;
- le bocage humide dans le Bas Boulonnais ;
- la couronne de la cuesta avec son dénivelé important et son caractère boisé.

### Climat
Pour des articles plus généraux, voir Climat des Hauts-de-France et Climat du Pas-de-Calais.
En 2010, le climat de la commune est de type climat océanique franc, selon une étude du CNRS s'appuyant sur une série de données couvrant la période 1971-2000. En 2020, Météo-France publie une typologie des climats de la France métropolitaine dans laquelle la commune est exposée à un climat océanique et est dans la région climatique Côtes de la Manche orientale, caractérisée par un faible ensoleillement (1 550 h/an) ; forte humidité de l’air (plus de 20 h/jour avec humidité relative > 80 % en hiver), vents forts fréquents.
Pour la période 1971-2000, la température annuelle moyenne est de 10,2 °C, avec une amplitude thermique annuelle de 12,4 °C. Le cumul annuel moyen de précipitations est de 866 mm, avec 13 jours de précipitations en janvier et 8,8 jours en juillet. Pour la période 1991-2020, la température moyenne annuelle observée sur la station météorologique la plus proche, située sur la commune de Boulogne-sur-Mer à 13 km à vol d'oiseau, est de 11,2 °C et le cumul annuel moyen de précipitations est de 824,5 mm,. Pour l'avenir, les paramètres climatiques de la commune estimés pour 2050 selon différents scénarios d'émission de gaz à effet de serre sont consultables sur un site dédié publié par Météo-France en novembre 2022.

### Milieux naturels et biodiversité
La commune est concernée par le schéma directeur d'aménagement et de gestion des eaux (SDAGE) Artois - Picardie ainsi que par le schéma d'aménagement et de gestion des eaux (SAGE)  du boulonnais.

#### Espaces protégés et gérés
La protection réglementaire est le mode d’intervention le plus fort pour préserver des espaces naturels remarquables et leur biodiversité associée.
Dans ce cadre, le territoire de la commune fait partie de trois espaces protégés :
- le parc naturel régional des Caps et Marais d'Opale, d’une superficie de 132 499 hectares réparties sur 154 communes, géré par le syndicat mixte d'aménagement et de gestion du parc naturel régional des Caps et Marais d'Opale[16] ;
- la RNR du Molinet d’une superficie de 6,616 hectares. Terrain géré (location, convention de gestion) par le Conservatoire d'espaces naturels des Hauts-de-France[17] ;
- le Molinet, réserve naturelle gérée par le Conservatoire d'espaces naturels des Hauts-de-France[18].

#### Zones naturelles d'intérêt écologique, faunistique et floristique
L’inventaire des zones naturelles d'intérêt écologique, faunistique et floristique (ZNIEFF) a pour objectif de réaliser une couverture des zones les plus intéressantes sur le plan écologique, essentiellement dans la perspective d’améliorer la connaissance du patrimoine naturel national et de fournir aux différents décideurs un outil d’aide à la prise en compte de l’environnement dans l’aménagement du territoire.
Le territoire communal comprend trois ZNIEFF de type 1 : 
- le bois de l'Eperche, coteau de Longfossé et pelouse du Molinet. Cet élément est également dans un périmètre plus restreint zone du réseau Natura 2000[19] ;
- le réservoir biologique de la Liane. La Liane est un bassin côtier qui présente un intérêt majeur autant pour les espèces holobiotiques[Note 4] que pour les migrateurs amphihalins[20] ;
- le bois de Crébert-Menty. Le site présente des buttes sableuses de l’Aptien inférieur et du Wealdien dominant de larges vallées sur assises du Kimméridgien inférieur[21].

et deux ZNIEFF de type 2 :
- ZNIEFF no 50 : le complexe bocager du Bas Boulonnais et de la Liane, situé dans la partie nord de la commune[22] ;
- ZNIEFF de type 2 no 35 : la cuesta du Boulonnais entre Neufchâtel-Hardelot et Colembert située dans la partie sud de la commune[23].

Carte des ZNIEFF de type 1 et 2 sur la commune
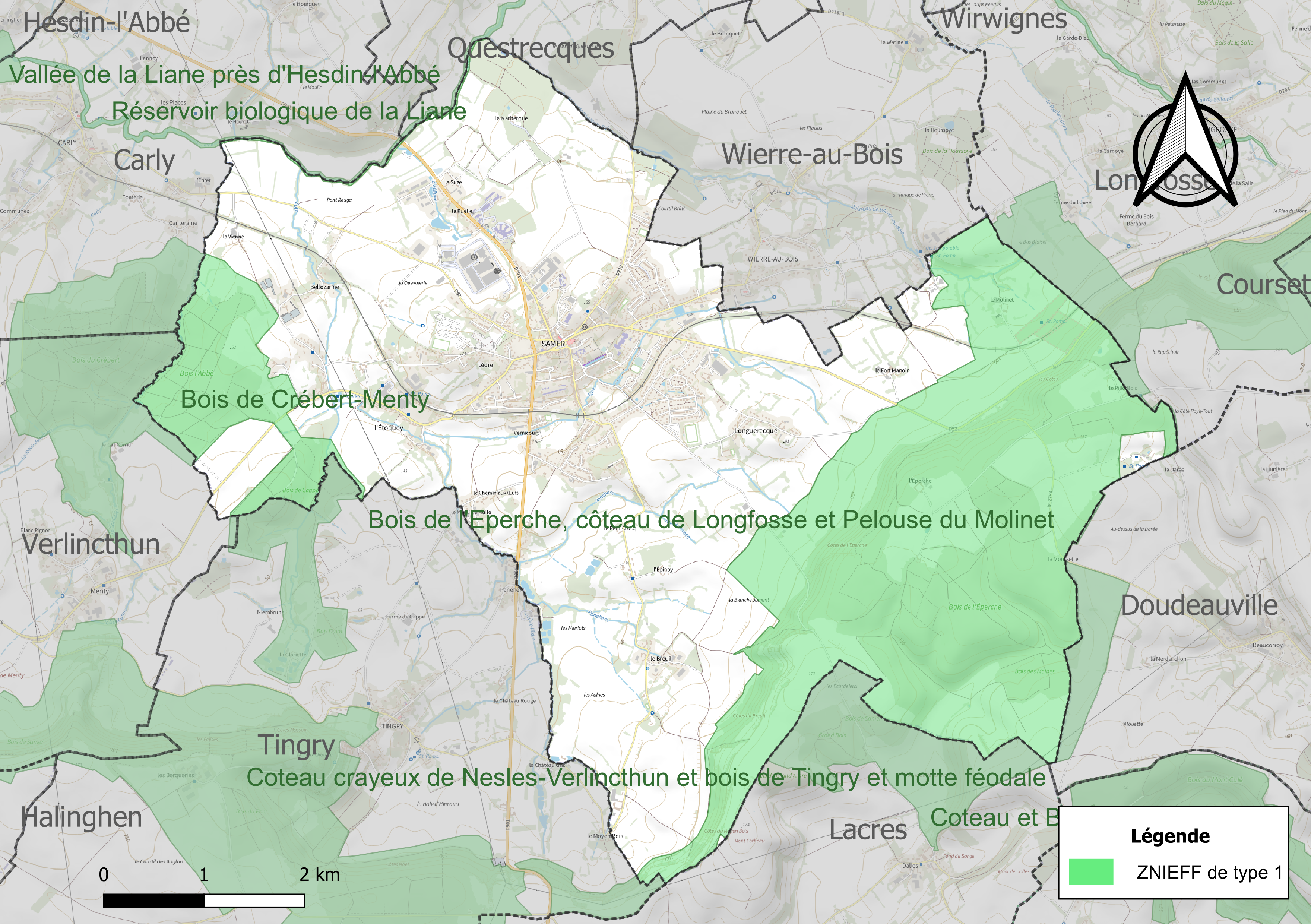
Carte des ZNIEFF de type 1 sur la commune.
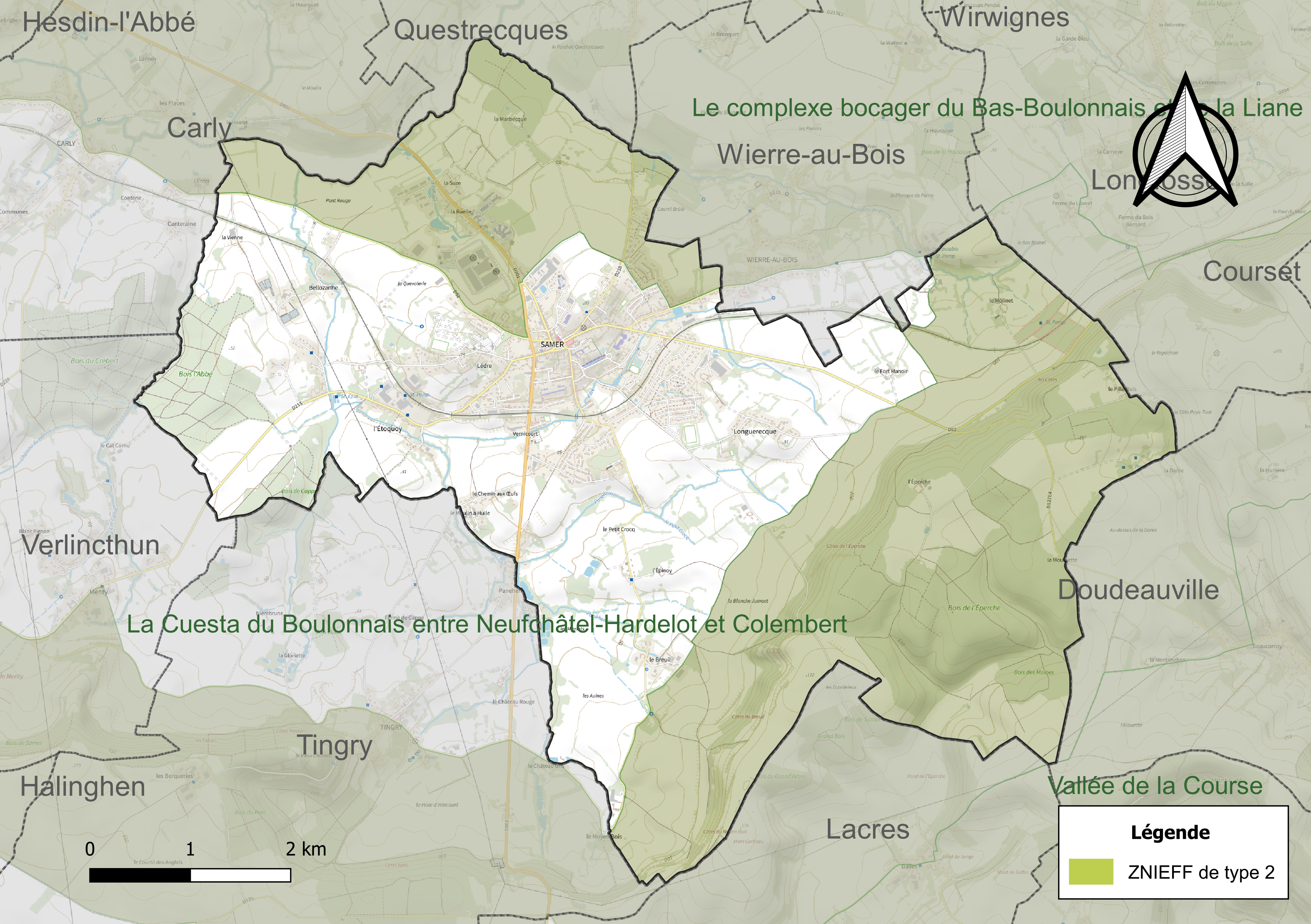
Carte des ZNIEFF de type 2 sur la commune.

#### Réseau Natura 2000
Le réseau Natura 2000 est un réseau écologique européen de sites naturels d’intérêt écologique élaboré à partir des Directives « Habitats » et « Oiseaux ». Ce réseau est constitué de Zones spéciales de sonservation (ZSC) et de Zones de protection spéciale (ZPS). Dans les zones de ce réseau, les États Membres s'engagent à maintenir dans un état de conservation favorable les types d'habitats et d'espèces concernés, par le biais de mesures réglementaires, administratives ou contractuelles.
Sur la commune, un site Natura 2000 de type B est défini en site d'importance communautaire (SIC) : les pelouses et bois neutrocalcicoles de la cuesta sud du Boulonnais. Ce site, créé par un arrêté du 13 avril 2007, a une superficie de 420 hectares et une altitude qui varie de 65 mètres à 200 mètres.

## Urbanisme

### Typologie
Au 1er janvier 2024, Samer est catégorisée bourg rural, selon la nouvelle grille communale de densité à sept niveaux définie par l'Insee en 2022.
Elle appartient à l'unité urbaine de Samer, une agglomération intra-départementale regroupant deux  communes, dont elle est ville-centre,,. Par ailleurs la commune fait partie de l'aire d'attraction de Boulogne-sur-Mer, dont elle est une commune de la couronne,. Cette aire, qui regroupe 80 communes, est catégorisée dans les aires de 50 000 à moins de 200 000 habitants,.

### Occupation des sols
L'occupation des sols de la commune, telle qu'elle ressort de la base de données européenne d’occupation biophysique des sols Corine Land Cover (CLC), est marquée par l'importance des territoires agricoles (70,4 % en 2018), en diminution par rapport à 1990 (75,7 %). La répartition détaillée en 2018 est la suivante : 
terres arables (34,2 %), zones agricoles hétérogènes (31,3 %), forêts (17,6 %), zones urbanisées (12 %), prairies (5 %). L'évolution de l’occupation des sols de la commune et de ses infrastructures peut être observée sur les différentes représentations cartographiques du territoire : la carte de Cassini (XVIIIe siècle), la carte d'état-major (1820-1866) et les cartes ou photos aériennes de l'IGN pour la période actuelle (1950 à aujourd'hui).

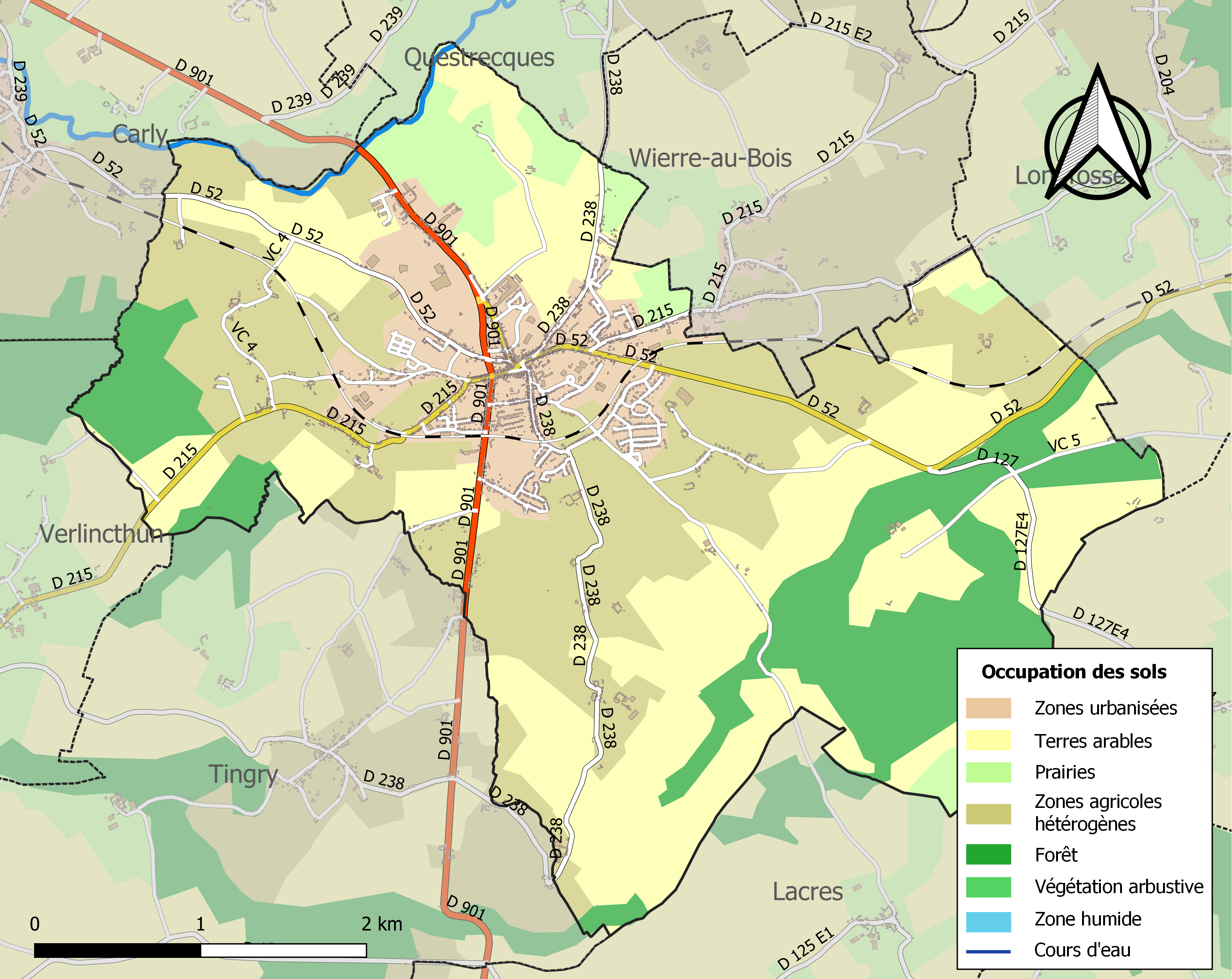
Carte des infrastructures et de l'occupation des sols de la commune en 2018 (CLC).

### Logement
Si le centre du bourg est composé de maisons accolées, l'habitat en périphérie est largement dominé par des maisons individuelles, dont certaines sont très visibles du fait des pentes dans le paysage depuis les collines voisines.
Le taux d'occupation était de 2,6 personnes par ménage en 2006, et on comptait 1 399 logements, dont 64 appartements en 2007.

### Voies de communication et transports
Samer est située sur la route départementale 901  (ex-RN 1), au trafic important (plus de 4300 véhicules par jour en 2004, avec 13 % de poids lourds). Les routes départementales 52 et 215 traversent également la commune.
Deux échangeurs autoroutiers de l'A16 sont rapidement accessibles de la commune (Neufchâtel et Isques).
Chemin de fer : la ligne de Saint-Omer à Hesdigneul traverse la commune, elle est utilisée par des trains de marchandises sur cette section de Desvres à Hesdigneul. L'ancienne gare de Samer est fermée au service des voyageurs depuis 1968.

### Risques naturels et technologiques
Certaines zones de la commune sont soumises à des risques d'inondations, un PPRI a été approuvé le 13 février 1999. La commune est reconnue en état de catastrophe naturelle à la suite des inondations et coulées de boue du 1er au 3 novembre 2012.
Le 18 juin 2019, un arrêté reconnaissant l'état de catastrophe naturelle sécheresse a été pris, pour onze communes du Pas-de-Calais, dont Samer, afin que puisse avoir lieu l'indemnisation par les assurances des cas de maisons ou bâtiments fissurés à la suite du retrait-gonflement des argiles.
À la suite du passage des tempêtes Ciarán, Domingos et Elisa et des inondations et coulées de boue qui se sont produites, la commune est reconnue, par arrêté du 14 novembre 2023, en état de catastrophe naturelle pour inondations et coulées de boue sur la période du 2 au 12 novembre 2023, comme 179 autres communes du département.

## Toponymie
Jusqu'au VIIe siècle, avant la fondation de l'abbaye en 688, appelée Area et qui prit le nom de saint Wulmer après sa mort en 697, le village était connu sous le nom de Sylvacius ou Sylviacum. La terminaison de ce nom, vraisemblablement gauloise, signifie « pays de bois » du fait que la contrée était l’extension de la forêt de Boulogne.
À partir du XIe siècle, le village est attesté sous le nom de Sanctus Vlmarus, qui se vit contracté vers la fin du XIIIe siècle en Saumer :
Sanctus Vlmarus (1112), Villa Sancti Vulmari (1145), Sanctus Wulmarus de Nemore (1216), Sanctus Ulmarus in Nemore (1259), Saumer (1298), Saint Saumer et Sanmer (XIIIe siècle), Saint-Saumuer ou Bois (1300), Sanctus Ulmerus in Bosco (1316), Saumer-ou-Bois (1320), Saint-Ulemier-au-Bois et Saint-Wlmer-ou-Bos (XIVe siècle), Saumer-en-Bos (1407), Saint-Sammer (1415), Saulmer (1450), Saumer-aux-Bois (1559), Sameracum (1576), Saulmerium (XVIIe siècle).
Samer est un hagiotoponyme caché faisant référence à Wulmar.
St-Wulmaars en flamand. Saint Wulmar en français.
Bien qu'aujourd'hui les habitants de Samer s'appellent les Samériens, un nom jeté (nom j'té ou surpichet en picard), qui renvoie à une légende locale, leur est toujours donné localement : ches maqueux d'biques d'Samé (« les mangeurs de biches de Samer »).

## Histoire
L’origine de Samer est très ancienne : il fut découvert, dans les environs, de nombreux cimetières que les archéologues font remonter au temps de Mérovée.
Au IXe siècle, lors des invasions normandes, l’abbaye Saint-Wulmer fut détruite, ainsi que celle de Wierre-au-Bois. Cette dernière ne put se relever de ses ruines. Quant à celle de Samer, il faut attendre 200 ans pour les premières restaurations. À cette époque, l’abbaye fut connue sous le nom de Saint-Wulmer-au-Bois. Les comtes de Boulogne furent les bienfaiteurs de ce monastère. Ils contribuèrent au relèvement de cet établissement. Plusieurs d’entre eux y choisirent leur sépulture, notamment Eustache II, mari de Saint-Ide, dont l’un des fils est Godefroy de Bouillon.
En 1107, le comte Eustache III de Boulogne, en accord avec l'évêque de Thérouanne, Jean Ier de Warneton, et l'abbé Lambert de l'abbaye Saint-Bertin de Saint-Omer, décident de soumettre à la réforme de saint Hugues, abbé de Cluny, l'abbaye Saint-Wulmer. C’est une période de prospérité pour l'abbaye. Plusieurs chartes de privilèges et de protections sont établies par les comtes de Boulogne.
En 1112, le bourg avait acquis assez d’importance ; on y tient une fête annuelle le jour de l’exaltation de la Sainte-Croix le 14 septembre. L’abbaye possédait de nombreuses propriétés. Les comtes de Boulogne s’étant réservé le droit de chasser sur les terres de l’abbaye, ce qui donne une explication éventuelle de l’origine du blason de Samer.
Au XIIIe siècle, le bourg connut un personnage historique, Eustache le moine. Il entra comme moine à l’abbaye de Samer et termina sa vie comme pirate. La guerre de Cent Ans causa à nouveau de grands ravages à l’abbaye. Le bourg fut détruit par les soldats d'Édouard III, après la bataille de Crécy en 1346, et les comtes de Warwick et de Kent y mirent le feu vers 1412. En 1540, les Anglais détruisirent de nouveau le bourg.
Au XVIe siècle, les religieux adoptèrent la réforme de la Congrégation de Saint-Maur. À la veille de la Révolution, il restait sept religieux au monastère.
Au début du XVIIIe siècle, Nicolas-Louis de Lencquesaing (famille de Lencquesaing), écuyer, célibataire est seigneur de Samer. Baptisé à Aire-sur-la-Lys le 26 janvier 1680, il est le fils de Jean-Jacques II, receveur des domaines du roi au quartier d'Aire-sur-la-Lys, receveur général des aides d'Artois, mayeur d'Aire, anobli en 1661, seigneur de Laprée sur Quiéstède, et de Marie-Anne Durietz.
C’est à cette période qu’est née la légende d’un trésor caché par les religieux dans un souterrain lors d’une fuite.
Vers 1789, des industries existaient à Samer, notamment la fabrication de chaux, de tuiles et de poteries.
Durant la Révolution, le désordre commença à Samer et ses environs. Durant la première partie de la Révolution, les hommes élus ne manquaient jamais d’inaugurer une nouveauté politique sans la mettre sous la protection religieuse. Mais la tourmente se formait, et l’Église fut mise hors la loi. Il fallut attendre 1795 pour que le culte catholique soit de nouveau autorisé.
Pendant la Première Guerre mondiale, se trouve sur la commune le camp du « Chinese Labour Corps ».

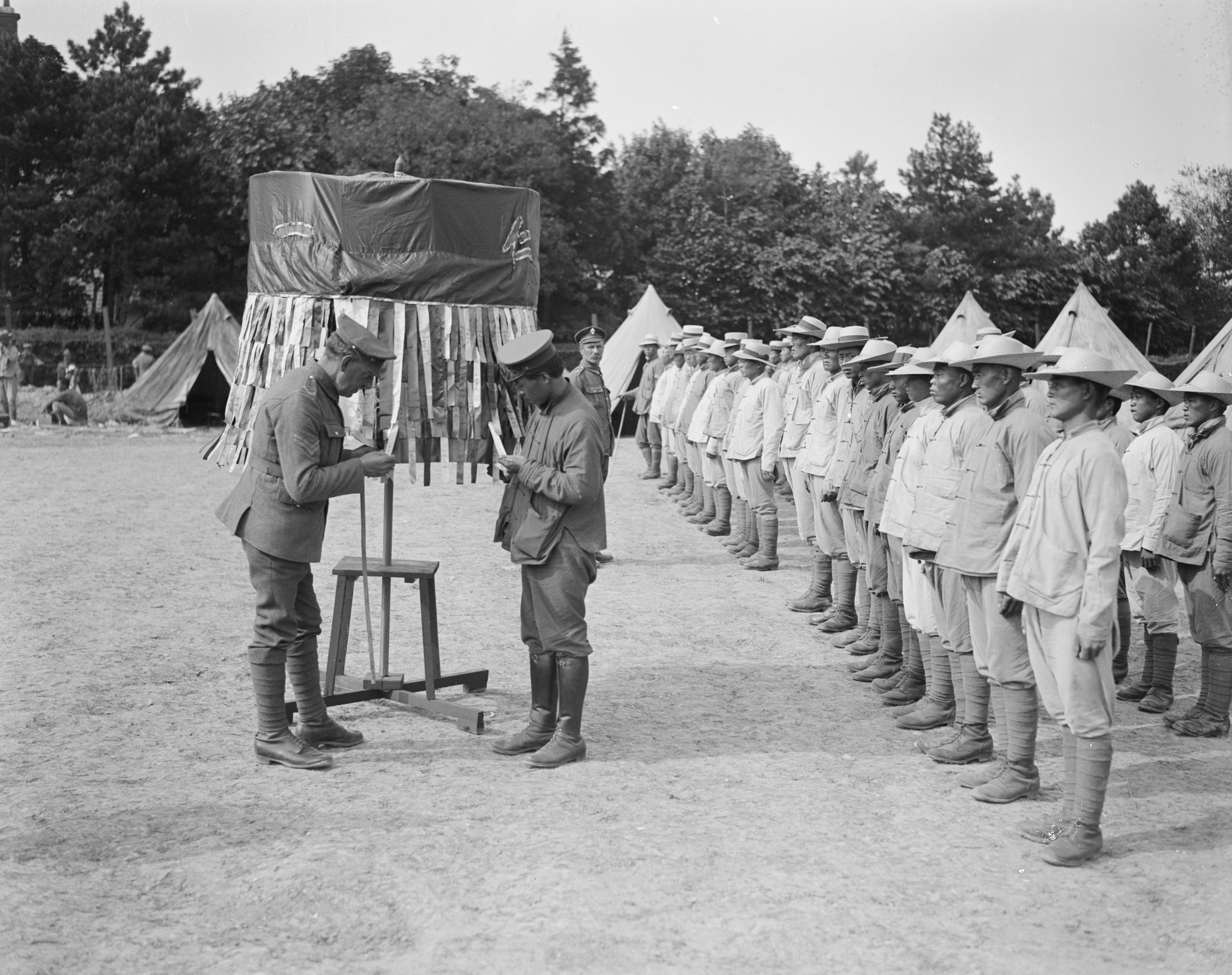
Soldats britanniques et travailleurs chinois, 26 mai 1918.
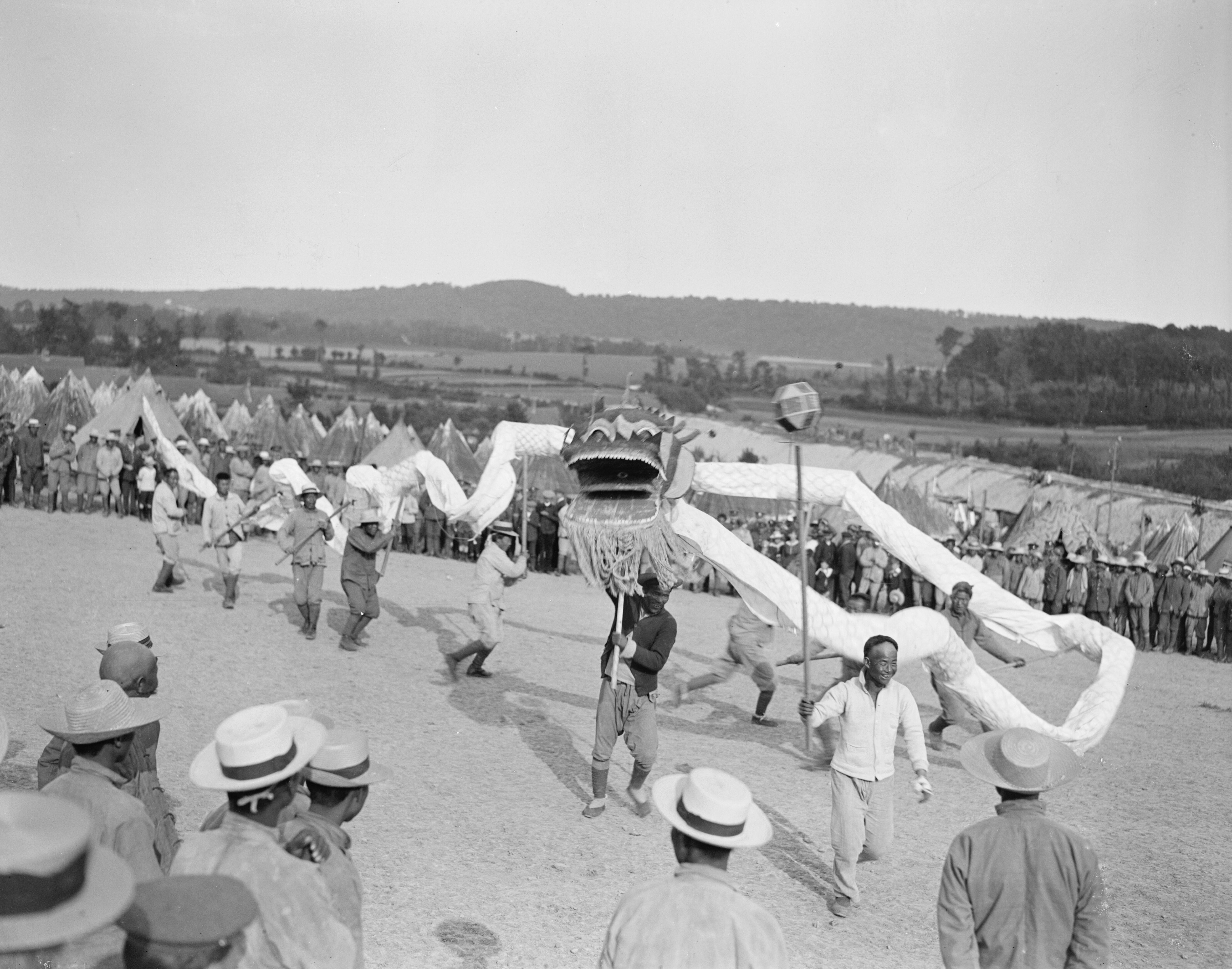
Une fête le 26 mai 1918.

En 2020, la communauté de communes de Desvres - Samer crée la « maison du cheval boulonnais » sur les 19 hectares du domaine de la ferme de la Suze. Sur ce site de nombreuses activités autour du cheval boulonnais sont possibles,,.

## Politique et administration

### Découpage territorial
La commune se trouve dans l'arrondissement de Boulogne-sur-Mer du département du Pas-de-Calais.

#### Commune et intercommunalités
Samer faisait partie de la communauté de communes de Samer et environs. Cette intercommunalité, inférieure à 10 000 habitants, fusionne en janvier 2009 avec la communauté de communes du pays de la faïence de Desvres pour former la communauté de communes de Desvres - Samer. Cette communauté de communes de Desvres - Samer regroupe 31 communes et compte 23 221 habitants en 2021.

#### Circonscriptions administratives
La commune est rattachée au canton de Desvres.

#### Circonscriptions électorales
Pour l'élection des députés, la commune fait partie de la cinquième circonscription du Pas-de-Calais.

### Élections municipales et communautaires

#### Liste des maires
| Période                                  | Période                       | Identité              | Étiquette   | Qualité |
| ---------------------------------------- | ----------------------------- | --------------------- | ----------- | --- |
| Les données manquantes sont à compléter. |                               |                       |             | |
| 1836                                     | 1840                          | François-Joseph Cazin |             | médecin |
| vers 1890                                |                               | Adolphe Campagne      | Républicain | Conseiller d'arrondissement (1892 → 1904)                                                                          |
| vers 1920                                |                               | Gabriel Sauvage       | Républicain | Conseiller d'arrondissement (1925 → 1926)                                                                          |
| vers 1935                                |                               | Albert Durieux        |             | |
| Les données manquantes sont à compléter. |                               |                       |             | |
| 1938                                     | 1941                          | Louis Géneau          |             | |
| 1941                                     | 1944                          | Augustin Vasseur      |             | Maire nommé par le Gouvernement de Vichy                                                                           |
| 1945                                     |                               | Noël Dufourny         |             | Industriel, ancien adjoint                                                                                         |
| 1959                                     | 1989                          | Jean Basilien         |             | Entrepreneur en bâtiment                                                                                           |
| 1989                                     | 2006                          | Yves Dorée,           |             | Médecin généraliste retraité, maire honoraire Président de la CC de Samer et environs (1989 → 2008) Démissionnaire |
| 2006                                     | novembre 2022                 | M. Claude Bailly      | DVG         | Cadre retraité Vice-président de la CC de Desvres - Samer (? → 2020) Démissionnaire                                |
| novembre 2022,                           | En cours (au 8 novembre 2022) | Christophe Douchain   |             | Professeur d'économie au lycée de Montreuil sur mer                                                                |

## Équipements et services publics

### Espaces publics
La commune est labellisée « 1 fleur » au concours des villes et villages fleuris.

### Eau et déchets
La station d'épuration de Samer (au lieu-dit Letoquoi) a une capacité de 4000 équivalents habitants (pour 95 % des eaux usées générées par les constructions de la ville). Six postes de refoulement sont également situés sur le territoire. Les 5 % restants correspondent à des constructions écartées, gérées en assainissement autonome en 2007.
La gestion des déchets ménagers est une compétence de la communauté de communes, qui a mis en place un tri sélectif.

### Enseignement
- collège
- école
- pôle petite enfance

### Santé
Hôpital à Boulogne-sur-Mer, clinique à Saint-Martin-Boulogne.

## Population et société

### Démographie

#### Évolution démographique
L'évolution du nombre d'habitants est connue à travers les recensements de la population effectués dans la commune depuis 1793. Pour les communes de moins de 10 000 habitants, une enquête de recensement portant sur toute la population est réalisée tous les cinq ans, les populations de référence des années intermédiaires étant quant à elles estimées par interpolation ou extrapolation. Pour la commune, le premier recensement exhaustif entrant dans le cadre du nouveau dispositif a été réalisé en 2006.

En 2022, la commune comptait 4 642 habitants, en évolution de +9,35 % par rapport à 2016 (Pas-de-Calais : −0,72 %, France hors Mayotte : +2,11 %).
| 1793  | 1800  | 1806  | 1821  | 1831  | 1836  | 1841  | 1846  | 1851  |
| ----- | ----- | ----- | ----- | ----- | ----- | ----- | ----- | ----- |
| 1 686 | 1 722 | 1 718 | 1 938 | 1 895 | 2 144 | 2 195 | 2 231 | 2 182 |

| 1856  | 1861  | 1866  | 1872  | 1876  | 1881  | 1886  | 1891  | 1896  |
| ----- | ----- | ----- | ----- | ----- | ----- | ----- | ----- | ----- |
| 1 984 | 1 979 | 1 957 | 1 976 | 2 056 | 2 148 | 2 158 | 2 130 | 2 164 |

| 1901  | 1906  | 1911  | 1921  | 1926  | 1931  | 1936  | 1946  | 1954  |
| ----- | ----- | ----- | ----- | ----- | ----- | ----- | ----- | ----- |
| 2 187 | 2 158 | 2 156 | 2 131 | 2 185 | 2 273 | 2 322 | 2 533 | 2 455 |

| 1962  | 1968  | 1975  | 1982  | 1990  | 1999  | 2006  | 2011  | 2016  |
| ----- | ----- | ----- | ----- | ----- | ----- | ----- | ----- | ----- |
| 2 563 | 2 675 | 2 845 | 2 930 | 3 026 | 3 105 | 3 377 | 3 712 | 4 245 |

| 2021  | 2022  | - | - | - | - | - | - | - |
| ----- | ----- | - | - | - | - | - | - | - |
| 4 649 | 4 642 | - | - | - | - | - | - | - |

#### Pyramide des âges
La population de la commune est relativement jeune.
En 2018, le taux de personnes d'un âge inférieur à 30 ans s'élève à 41,3 %, soit au-dessus de la moyenne départementale (36,7 %). À l'inverse, le taux de personnes d'âge supérieur à 60 ans est de 19,5 % la même année, alors qu'il est de 24,9 % au niveau départemental.
En 2018, la commune comptait 2 296 hommes pour 2 315 femmes, soit un taux de 50,21 % de femmes, légèrement inférieur au taux départemental (51,50 %).
Les pyramides des âges de la commune et du département s'établissent comme suit.
| Hommes | Classe d’âge | Femmes |
| ------ | ------------ | ------ |
| 0,3    | 90 ou +      | 0,7    |
| 4,7    | 75-89 ans    | 8,0    |
| 12,1   | 60-74 ans    | 13,2   |
| 16,8   | 45-59 ans    | 16,9   |
| 22,7   | 30-44 ans    | 22,0   |
| 18,1   | 15-29 ans    | 17,5   |
| 25,3   | 0-14 ans     | 21,7   |

| Hommes | Classe d’âge | Femmes |
| ------ | ------------ | ------ |
| 0,5    | 90 ou +      | 1,6    |
| 5,6    | 75-89 ans    | 8,9    |
| 16,7   | 60-74 ans    | 18,1   |
| 20,2   | 45-59 ans    | 19,2   |
| 18,9   | 30-44 ans    | 18,1   |
| 18,2   | 15-29 ans    | 16,2   |
| 19,9   | 0-14 ans     | 17,9   |

### Manifestations culturelles et festivités
Depuis 1959, dans la commune se déroule la fête des fraises à laquelle est associé le concours de la tarte aux fraises depuis 2019. Les fraises de Samer dont la culture ne se fait qu'en pleine terre,.

### Sports et loisirs
La commune est également maillée par cinq sentiers de randonnées, un chemin de grande randonnée (GR 127A), deux itinéraires cyclo-touristiques ainsi que des venelles.

## Économie

### Agriculture
En 2005, 20 exploitants sont recensées sur la commune (vaches laitières mais également porcs, fraises et céréales).

### Industries et commerces
Le nombre d'ouvriers est important sur la commune, le commerce de proximité également.
On compte quatre usines sur Samer en 2007 : 
- BiC - Conté, implantée sur deux sites ;
- une entreprise de structures béton préfabriquées ;
- SPECITUBES, entreprise réalisant des tubes de précision ;
- une entreprise spécialisée dans le découpage et le commerce de films plastiques.

### Tourisme
L'activité touristique prend plusieurs formes : tourisme culturel avec deux musées ainsi qu'un riche patrimoine bâti, tourisme vert (produits de terroir et randonnées). Un office du tourisme est présent sur la commune, qui compte plusieurs structures d'accueil (gîtes, chambres d'hôtes, camping).

## Culture locale et patrimoine

### Lieux et monuments

#### Monument historique
- L'église Saint-Martin, inscrite aux monuments historiques par arrêté du 10 juin 1926[61], ainsi que sept de ses vitraux[62].

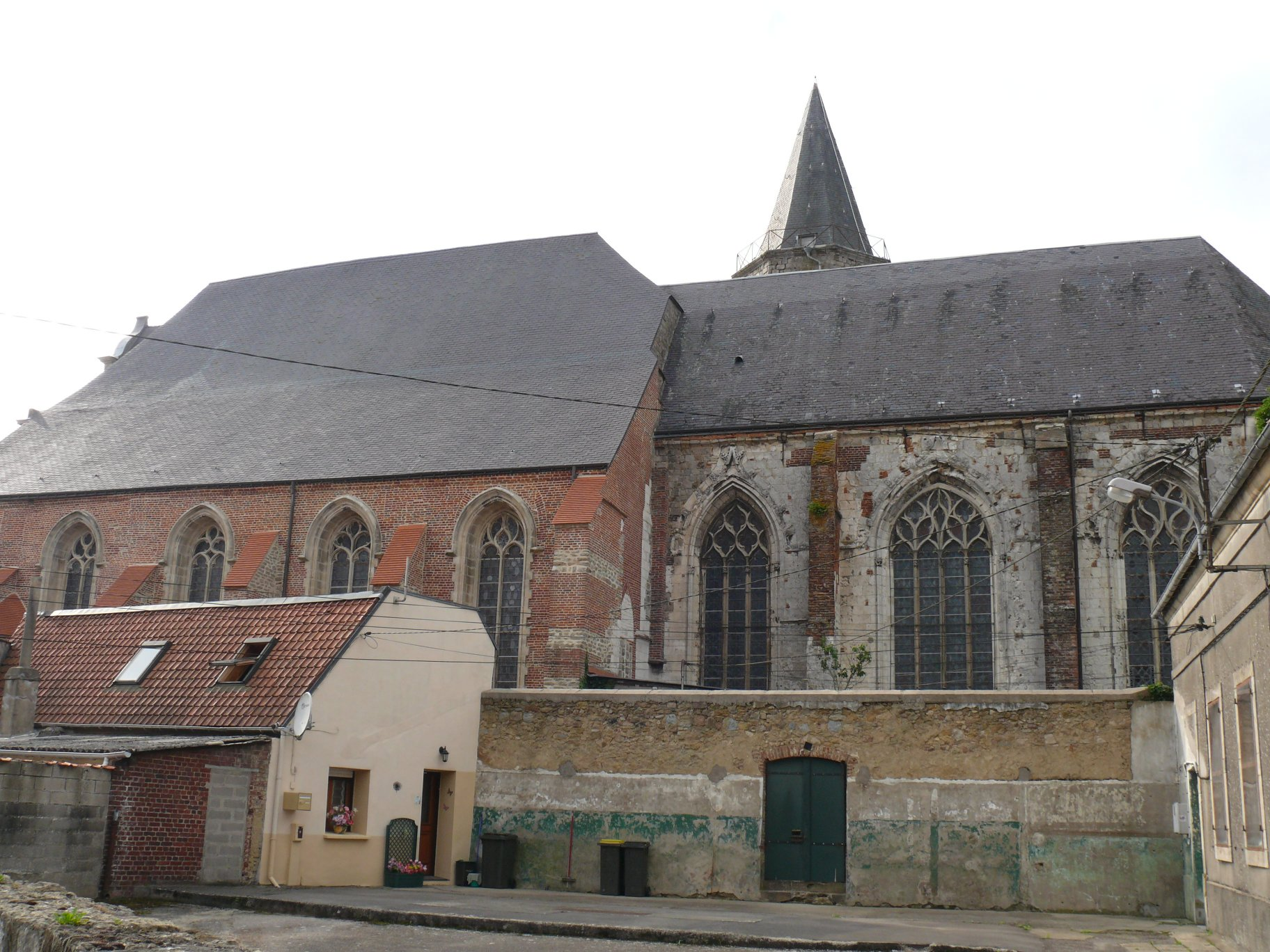
Une vue du flanc sud.
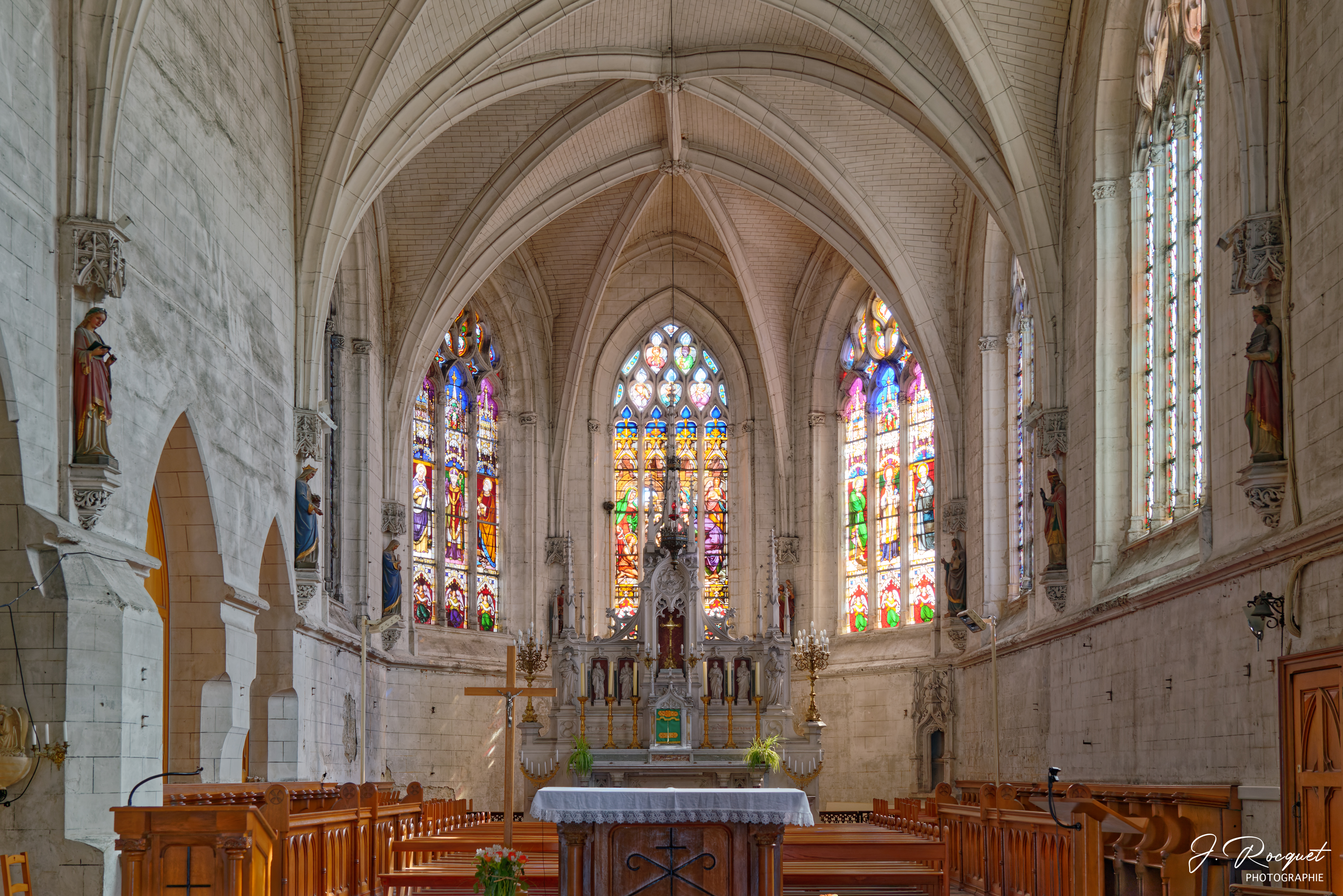
Le chœur.

#### Autres lieux et monuments
- Le musée Jean-Charles-Cazin.

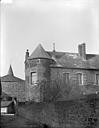
L'abbaye Saint-Wulmer.
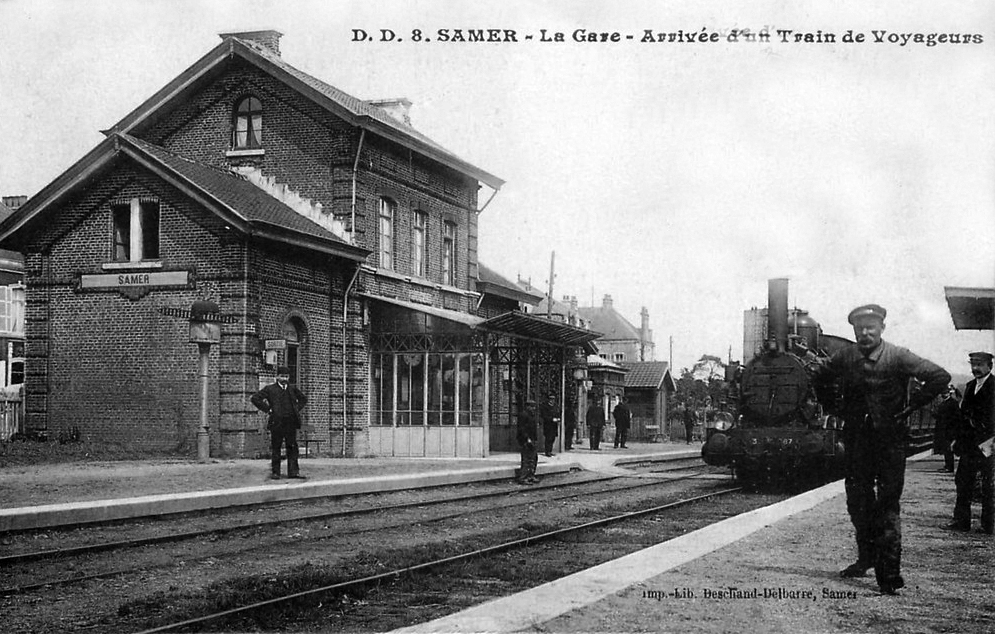
L'ancienne gare de Samer.
- Le monument aux morts[63].

- L'abbaye Saint-Wulmer.
- L'ancienne gare de Samer.

### Spécialités locales

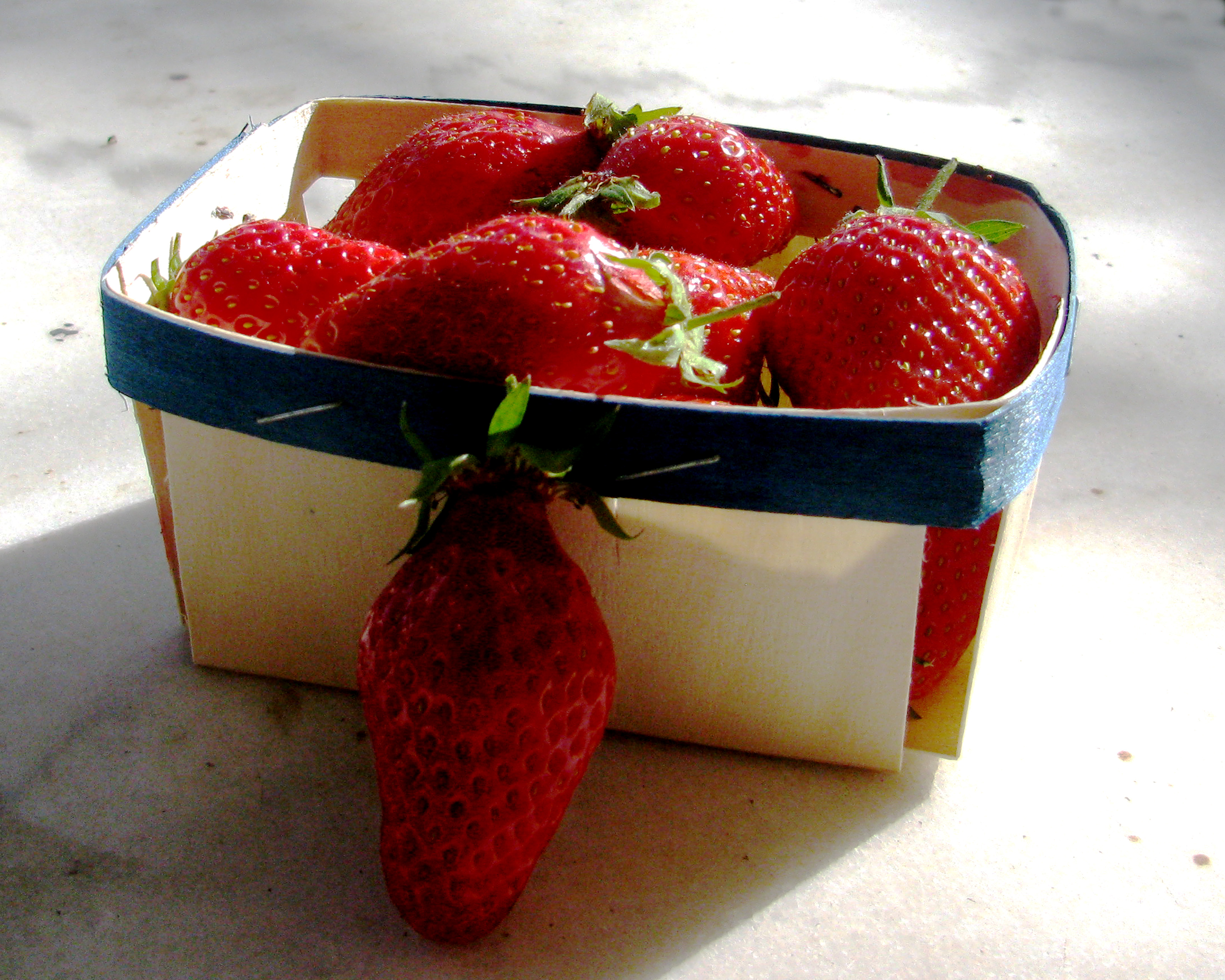
Les fraises de Samer.

La fraise de Samer est réputée au niveau régional. Une journée la célèbre annuellement. On compte environ 30 producteurs de fraises à Samer. Pour la plupart des producteurs, cette activité représente un complément de revenus. Seuls quatre ou cinq producteurs présentent des surfaces en production de fraises plus importantes.
Deux fromages portent par ailleurs le nom de la ville : le pavé aux Algues de Samer et le Vieux Samer.

### Folklore

#### La blanque jument
C'est à Samer qu'aurait été aperçue la maléfique Blanque jument, qui répand la terreur dès le coucher du soleil.

#### Les «maqueux d'biques»
Le sobriquet de maqueux d'biques de Samé (« mangeurs de biches de Samer ») que l'on donne aux habitants de la commune tient son origine d'une légende locale, datant du XIIIe siècle, qui raconte qu'une année, le 3 mai, jour de l’Invention de la Sainte Croix, une biche et son faon sortirent de la forêt avoisinante, et allèrent jusqu'à la porte de l’abbaye. Les deux « biques » rejoignirent la procession conduite par les gens du village, y prirent place et la suivirent. De tous les côtés, accoururent des gens des villages alentour pour admirer le prodige. Quand la procession prit fin, la biche alla attendre à la porte de l’église, tandis que son faon regagna la forêt. Cette biche fut ensuite soignée, nourrie et engraissée par les gens du village pendant un certain temps pour enfin être mise à mort, et donnée aux pauvres et nécessiteux du village afin qu’ils s’en nourrissent.
L’année suivante, le même jour, une biche revint suivre la procession, accompagnée d’un nouveau faon, et ceci se répéta tous les ans pendant plusieurs siècles, jusqu'à une année où, ni biche, ni faon, ne regagnèrent la forêt, car ils furent tous deux mangés, ce qui mit fin au miracle, qui ne se reproduisit plus jamais à compter de ce jour.

### Personnalités liées à la commune
- Eustache Ier de Boulogne (1033-1047), comte de Boulogne, enterré à Samer au XIe siècle.
- Jean Mouton (vers 1459-1522), de son vrai nom Jean de Hollingue, compositeur du XVIe siècle, né à Samer.
- François-Joseph Cazin (1788-1864), médecin, né à Samer.
- Henri Cazin (1836-1891), chirurgien et auteur, a contribué au développement des hôpitaux berckois, fils du précédent, né à Samer.
- Jean-Charles Cazin (1841-1901), peintre, graveur et céramiste, frère du précédent, né à Samer.

### Héraldique
| Blason de Samer | Blason  | D'or à deux crosses de sable adossées et passées en sautoir, cantonnées en chef d'un rencontre de cerf du même, aux flancs et en pointe de trois tourteaux de gueules. |
| Blason de Samer | Détails | Armes de l'abbaye Saint-Wulmer de Samer. Adopté par la commune. |

## Pour approfondir